# The Passion of the Jew
"The Passion of the Jew" é o episódio #114 da série de desenho animado South Park, exibida pelo canal Comedy Central. Foi ao ar originariamente em 31 de março de 2004. O episódio e o título satirizam o filme The Passion of the Christ, lançado em 2004.

## Enredo
No começo da história, os garotos de South Park estão brincando de Star Trek na nova minivan da mãe de Cartman. Ele chama Kyle de judeu, que responde ser na verdade um vulcano. Cartman replica que ele é um "vulcano judeu". Ele então menciona o filme de Mel Gibson (The Passion of the Christ), que mostra que os judeus são maus e fala para Kyle ir assistir. O garoto o faz e fica horrorizado com a tortura sofrida por Jesus. Kyle vai até Cartman e admite que ele estava certo. Cartman fica extasiado com o convencimento do amigo e faz uma "oração" a um pôster de Mel Gibson em seu quarto, prometendo dedicar sua vida a promover o filme do ator e espalhar sua palavra. Kyle fica paranóico após um terrivel pesadelo sobre a morte de Jesus.
Stan e Kenny resolvem ir também assistir ao filme e não gostam. Eles pedem o dinheiro de volta ao bilheteiro que recusa. Os dois então procuraram Mel Gibson para que o ator lhes devolva seus 18 dólares (o preço das entradas). Através da internet, eles entram em contato com o fã-clube de Gibson e descobrem que Cartman é o presidente. Cartman informa que o endereço de Gibson fica em Malibu, Califórnia, e Stan e Kenny decidem ir até lá. Enquanto isso, Cartman realiza a primeira reunião do fã-clube. Ele veste um uniforme ao estilo de Hitler e fala a várias pessoas, que estão ali por terem redescoberto o cristianismo. Cartman recomenda a cada um dos presentes levar uma pessoa para assistir o filme antes de começar a "limpeza". Os assistentes não entendem bem o que Cartman diz mas concordam com ele.
Stan e Kenny chegam à mansão de Gibson e falam com ele, mas o ator se recusa a devolver o dinheiro. Quando insistem, Gibson propõe que eles o torturem para conseguir o que querem. Em seguida, ele tira a própria roupa e fica apenas de cueca, e corre pela casa atirando com um revólver. Os dois garotos fogem de Gibson e encontram sua carteira sobre uma mesa. Pegam os 18 dólares e saem da casa, entrando no ônibus para South Park. Mas Gibson os persegue com um caminhão blindado do tipo visto em Mad Max 2 e com o rosto pintado como no filme Braveheart, além de gritar "Qapla!" (uma palavra da linguagem Klingon). Em South Park, Kyle conversa com o padre Maxi sobre Jesus e como poderia lidar com sua culpa pela crucificação. O padre lhe diz que ele deveria se concentrar na força do perdão cristão e não no antissemitismo. Do lado de fora do cinema, Cartman insufla o antissemitismo usando linguagem alemã que seus seguidores tomam como sendo aramaico, como visto no filme. Eles concordaram em irem às ruas e marcham atrás de Cartman, da maneira dos nazistas.
Kyle vai até a sinagoga e sugere à comunidade judia que peça desculpas pela crucificação. Os judeus, contudo, acham que o filme provoca o antissemitismo. O rabino tenta acalmá-los dizendo que "vivemos numa comunidade racional e sabemos que aquilo é apenas um filme". Nesse momento, Cartman e seus seguidores passam pelo prédio, dizendo slogans nazistas contra os judeus.
À noite, os judeus vão até o cinema e pedem que o filme seja retirado de exibição. Cartman e seus seguidores chegam mas a discussão entre os grupos é interrompida pela vinda do caminhão de Gibson. Cartman fica de joelhos diante do ator e Kyle e os membros do fã-clube ficam chocados com o comportamento de Gibson, que novamente propõe ser torturado pelas pessoas. Stan discursa dizendo que os cristãos deveriam seguir os ensinamentos de Jesus e não se concentrarem na maneira em que ele morreu. Os membros do fã-clube concordam e se dispersam mas Cartman insiste. Kyle se sente melhor em ser judeu após ver como Gibson é na vida real. E logo a seguir o ator defeca na cara de Cartman, que ainda estava de joelhos.

## Repercussão
O episódio foi elogiado pela Liga Anti-Difamação e o jornal judeu The Forward, que afirmou que "talvez fosse a crítica mais mordaz feita ao filme "The Passion of the Christ" até aquela data."